# Nu italo disco
Nu italo disco znany także jako new italo disco lub italo dance – gatunek  muzyki dance powstały w latach 90. XX wieku wywodzący się z italo disco, chociaż niektórzy krytycy muzyczni uważają, że wywodzi się wbrew nazwie z eurodance. W przeciwieństwie do eurodance nie występują tu już raczej kwestie rapowane, a treści utworów, jak i sama muzyka – niekoniecznie muszą być optymistyczne. W tworzeniu tego typu muzyki bardzo często wykorzystuje się tzw. vocodery – nadające głosowi wokalisty syntetyczne, nienaturalne brzmienie. Również ten gatunek posiada licznych przedstawicieli, takich jak: Gigi D’Agostino, Prezioso, Natasha Hagen.